# Arte Reportage
Arte Reportage est un magazine d'information franco-allemand diffusé le samedi à 18 h 35 sur Arte depuis le 7 janvier 2004. Il est présenté en alternance par Andrea Fies et William Irigoyen.
L'émission propose aux téléspectateurs d'avoir un autre regard sur l'actualité européenne et internationale à travers des reportages. 

## Concept
Arte Reportage propose à chaque numéro deux reportages sur l'actualité européenne et internationale. Le site internet de l'émission propose également des web-reportages.

## Présentateurs
Présentateurs actuels
- Andrea Fies : Depuis le 7 janvier 2004
- William Irigoyen : Depuis le 7 janvier 2012[1]

Anciens présentateurs
- Vladimir Vasak : 7 janvier 2004[2] - 2006
- Nathalie Georges : 13 septembre 2006 - 17 décembre 2011[3]

## Historique
Le 1er janvier 1996, Arte lance le 7 ½, un journal-magazine de 30 minutes consacré à l'actualité européenne diffusé du lundi au jeudi à 19 h 30. Le programme s'articule autour d'un dossier d'actualité, avec des reportages et les réactions d'invités sur le plateau. Il est présenté en alternance par le français Dominique Bromberger et l'allemande Désirée Bethge,. Plus tard, l'émission est remplacée par des reportages quotidiens de 26 minutes.
Le 7 janvier 2004, la chaîne lance Arte Reportage, un magazine d'actualité internationale de 52 minutes diffusé de façon hebdomadaire,. Il est présenté alternativement par Andrea Fies et Vladimir Vasak.
Le 13 septembre 2006, Nathalie Georges rejoint Andrea Fies à la présentation.
À partir de 2008, Arte Reportage propose des web-documentaires.
À partir du 7 janvier 2012, l'émission est diffusée le samedi à 18 h 50 et se voit rallongée de 10 minutes. William Irigoyen remplace Nathalie Georges à la présentation toujours aux côtés d'Andrea Fies.
Le 17 janvier 2015, le magazine diffuse son 500e numéro. En 11 ans, il a couvert 150 pays et traité 1 400 sujets. Le 24 janvier, la chaîne propose une Nuit Arte Reportage.

## Identité visuelle

Ancien logo Arte Reportage.
Logo Arte Reportage.

## Récompenses
Plusieurs reportages du magazine ont reçu des récompenses, dont entre autres :
- USA : Sous les ponts de Miami de Sebastian Kuhn
  - Prix CNN du journalisme 2011 - Catégorie « Télévision »[9]

- Guantanamo Limbo : dans l’enfer de l’oubli de Marjolaine Grappe
  - FIGRA 2014 - Grand prix moins de 40 minutes[10].

- Syrie: la vie, obstinément de Marcel Mettelsiefen et Anthony Wonke[11]
  - Prix Hanns-Joachim-Friedrichs 2013[12]
  - Prix Ilaria-Alpi
  - Prix Bayeux-Calvados des correspondants de guerre 2014 - Télévision Grand Format[13]
  - Grimme-Preis
  - FIGRA 2015 - Grand prix moins de 40 minutes[14]

- Syrie - Journaux intimes de la révolution de Caroline Donati et Carine Lefebvre-Quennel (web-reportage)[15]
  - Festival webdoc de La Rochelle 2014 - Grand prix
  - Prix des lecteurs Courrier international 2014
  - Prix du jury des médiathèques #Moisdudoc 2014
  - Lauréat du programme EBTICAR-MEDIA Projet CFI